# Milan Zgrablić
Milan Zgrablić (ur. 29 sierpnia 1960 w Pazinie) – chorwacki duchowny katolicki, arcybiskup koadiutor archidiecezji zadarskiej w latach 2022–2023, arcybiskup diecezjalny zadarski od 2023.

## Życiorys
Święcenia kapłańskie otrzymał 8 czerwca 1986 i został inkardynowany do diecezji Poreč-Pula. Pracował głównie jako duszpasterz parafialny, był też m.in. wychowawcą zadarskiego seminarium, dyrektorem diecezjalnej Caritas, a także szefem diecezjalnego instytutu dla utrzymania duchowieństwa.
7 kwietnia 2022 papież Franciszek mianował go arcybiskupem koadiutorem archidiecezji zadarskiej. Sakry udzielił mu 25 czerwca 2022 arcybiskup Želimir Puljić.
Władzę w archidiecezji objął 14 stycznia 2023, w chwili przyjęcia przez papieża rezygnacji poprzednika.